# Мейпл (тауншип, Миннесота)
Мейпл (англ. Maple) — тауншип в округе Касс, Миннесота, США. На 2000 год его население составило 291 человек.

## География
По данным Бюро переписи населения США площадь тауншипа составляет 94,7 км², из которых 93,9 км² занимает суша, а 0,8 км² — вода (0,85 %).

## Демография
По данным переписи населения 2000 года здесь находились 291 человек, 108 домохозяйств и 80 семей.  Плотность населения —  3,1 чел./км².  На территории тауншипа расположено 119 построек со средней плотностью 1,3 построек на один квадратный километр. Расовый состав населения: 99,31 % белых и 0,69 % приходится на две или более других рас.
Из 108 домохозяйств в 38,9 % воспитывались дети до 18 лет, в 64,8 % проживали супружеские пары, в 3,7 % проживали незамужние женщины и в 25,9 % домохозяйств проживали несемейные люди. 24,1 % домохозяйств состояли из одного человека, при том 9,3 % из — одиноких пожилых людей старше 65 лет. Средний размер домохозяйства — 2,69, а семьи — 3,20 человека.
29,9 % населения — младше 18 лет, 6,5 % — в возрасте от 18 до 24 лет, 28,2 % — от 25 до 44, 24,4 % — от 45 до 64, и 11,0 % — старше 65 лет. Средний возраст — 36 лет. На каждые 100 женщин приходилось 109,4 мужчин.  На каждые 100 женщин старше 18 приходилось 129,2 мужчин.
Средний годовой доход домохозяйства составлял 36 250 долларов, а средний годовой доход семьи —  37 000 долларов. Средний доход мужчин —  25 000  долларов, в то время как у женщин — 22 679. Доход на душу населения составил 14 583 доллара. За чертой бедности находились 6,1 % семей и 8,5 % всего населения тауншипа, из которых 10,6 % младше 18 и 6,7 % старше 65 лет.